# Worley
Worley és una població dels Estats Units a l'estat d'Idaho. Segons el cens del 2000 tenia 223 habitants.

## Demografia
Segons el cens del 2000, Worley tenia 223 habitants, 81 habitatges, i 54 famílies. La densitat de població era de 453,2 habitants/km².
Dels 81 habitatges en un 33,3% hi vivien nens de menys de 18 anys, en un 55,6% hi vivien parelles casades, en un 8,6% dones solteres, i en un 32,1% no eren unitats familiars. En el 24,7% dels habitatges hi vivien persones soles el 13,6% de les quals corresponia a persones de 65 anys o més que vivien soles. El nombre mitjà de persones vivint en cada habitatge era de 2,75 i el nombre mitjà de persones que vivien en cada família era de 3,29.
Per edats la població es repartia de la següent manera: un 28,3% tenia menys de 18 anys, un 9% entre 18 i 24, un 26% entre 25 i 44, un 16,6% de 45 a 60 i un 20,2% 65 anys o més.
L'edat mediana era de 36 anys. Per cada 100 dones de 18 o més anys hi havia 88,2 homes.
La renda mediana per habitatge era de 27.500 $ i la renda mediana per família de 32.813 $. Els homes tenien una renda mediana de 33.750 $ mentre que les dones 20.833 $. La renda per capita de la població era de 10.975 $. Aproximadament el 17,2% de les famílies i el 19,8% de la població estaven per davall del llindar de pobresa.

## Poblacions més properes
El següent diagrama mostra les poblacions més properes.